# Сісіміут
Сісіміут (гренл. Sisimiut; дан. Holsteinsborg) — місто в центральній частині Західної Ґренландії (Кітаа).
До 2009 року був центром однойменного муніципалітету, що межував із Маніїтсоком на півдні й Канґаатсіаком на півночі, а також Аммассаліком на сході. Друге за населенням місто Ґренландії, 2010 року тут мешкало 5460 осіб.

## Географія
Місце розташування міста 66°55′ пн. ш. 53°40′ зх. д. / 66.917° пн. ш. 53.667° зх. д., за 75 км на північ від полярного кола й це найбільш північний порт Ґренландії, вільний від льоду.

### Клімат
Місто знаходиться у зоні, котра характеризується кліматом полярних пустель. Найтепліший місяць — липень із середньою температурою 6.2 °C (43.2 °F). Найхолодніший місяць — лютий, із середньою температурою -14.6 °С (5.7 °F).
| Клімат Сісіміута        | Клімат Сісіміута | Клімат Сісіміута | Клімат Сісіміута | Клімат Сісіміута | Клімат Сісіміута | Клімат Сісіміута | Клімат Сісіміута | Клімат Сісіміута | Клімат Сісіміута | Клімат Сісіміута | Клімат Сісіміута | Клімат Сісіміута | Клімат Сісіміута |
| Показник                | Січ.             | Лют.             | Бер.             | Квіт.            | Трав.            | Черв.            | Лип.             | Серп.            | Вер.             | Жовт.            | Лист.            | Груд.            | Рік              |
| Середня температура, °C | −13,6            | −14,6            | −14,6            | −7,9             | −0,7             | 3,3              | 6,2              | 5,8              | 2,7              | −2,7             | −6,9             | −10,9            | −4,5             |
| Норма опадів, мм        | 22.9             | 22.2             | 27.4             | 32.1             | 21.7             | 31.8             | 49.5             | 52.9             | 50.7             | 41.9             | 43.1             | 29.6             | 425.8            |
| Днів з опадами          | 11,3             | 11,3             | 12,3             | 10,2             | 10,1             | 8,3              | 10,3             | 11,2             | 12,2             | 14,1             | 15,2             | 14,1             | 140,6            |
| Вологість повітря, %    | 80.4             | 81.6             | 80.8             | 79.8             | 82.6             | 85.6             | 86.9             | 86.7             | 82.9             | 80.3             | 79.8             | 80.1             | 82.3             |
| ----------------------- | ---------------- | ---------------- | ---------------- | ---------------- | ---------------- | ---------------- | ---------------- | ---------------- | ---------------- | ---------------- | ---------------- | ---------------- | ---------------- |
| Джерело: Weatherbase    |                  |                  |                  |                  |                  |                  |                  |                  |                  |                  |                  |                  |                  |

## Історія
Перші сліди людини на території Сісіміута з'явилися ще до 4,5 тис. років тому. Інуіти постійно проживають сотні років. Місіонер Ханс Егеде в 1721 р. побудував церкву поблизу, кілька будинків XVIII ст. усе ще стоять. У XX ст. були побудовані торговельний порт і рибозавод. Останнім часом усе більше значення набуває туризм.

## Інфраструктура

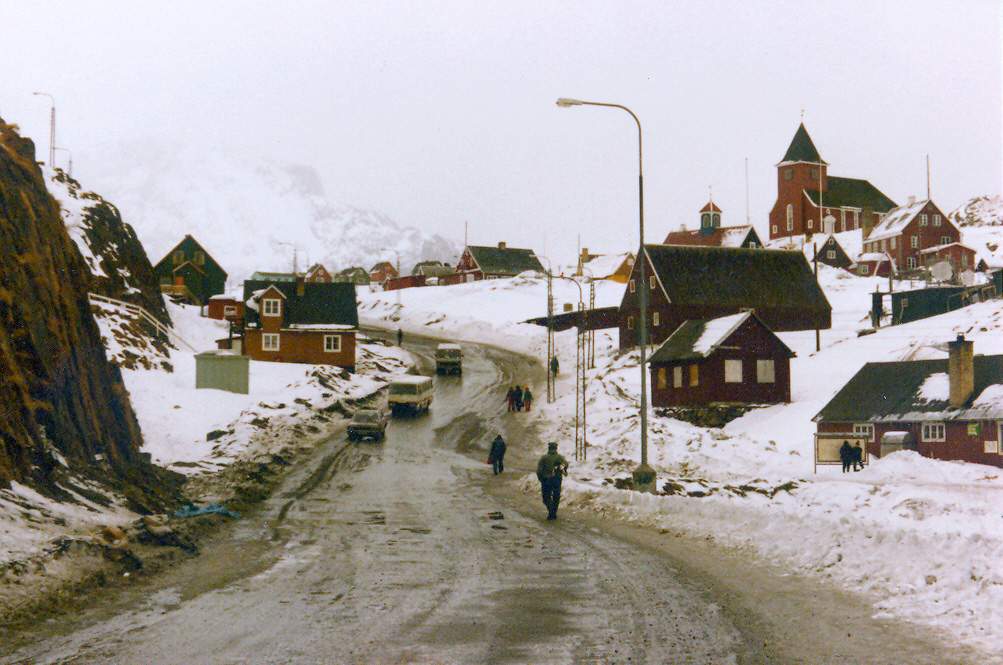
Сісіміут в 1980 р.

У сучасному Сісіміуті є магазини, банк, середня школа, молодіжний гуртожиток, готелі, конференц-центр, кілька церков, бібліотека, пошта й лікарня. Також є відкритий плавальний басейн із підігрівом води, що, вибудуваний на палях, щоб уникнути впливу на вічну мерзлоту. У місті прокладені дорогі із твердим покриттям, така ж дорога веде до аеропорту, але немає ніяких доріг, що зв'язують Сісіміут з іншими поселеннями.

### Транспорт
Також на території муніципалітету є й інші селища — Іттілек, Сарфаннкуак і Канґерлуссуак, що є найбільшим ґренландським аеропортом. Аеропорт Сісіміута має невелику ВПП, здатну приймати лише невеликі літаки й для далеких подорожей варто пересаджуватися в Кангерлуссуаці. Крім того, Сісіміут кілька разів у тиждень улітку відвідують пороми Arctic Umiaq Lines, що обслуговують селища західного узбережжя. Щотижня пороми заходять в Іттілек і Сарфаннкуак. Узимку основним транспортом є собачі запряжки.